# Gustavo Huet Bobadilla
Gustavo Huet Bobadilla   (Ciutat de Mèxic, 22 de novembre de 1912 - Estat de Puebla, 20 de novembre de 1951) va ser un tirador mexicà que va competir durant les dècades de 1930 i 1940. Era germà del també tirador Guillermo Huet.
El 1932 va prendre part en els Jocs Olímpics de Los Angeles, on guanyà la medalla de plata en la prova de rifle en posició estesa, 50 metres del programa de tir. Quatre anys més tard, als Jocs de Berlín, quedà setè en la mateixa prova. El 1948, a Londres, disputà els sues tercers, i darrers, Jocs Olímpics, on fou trentè novament en la prova de rifle en posició estesa, 50 metres.
En el seu palmarès també destaca una medalla d'or als Jocs Centreamericans i del Carib de 1938. Morís assassinat per un conductor borratxo el 1951 mentre treballava com a policia.